# Maniac (Fernsehserie, 2018)
Maniac ist eine US-amerikanische Miniserie, die am 21. September 2018 auf Netflix Premiere feierte. Sie basiert auf der gleichnamigen norwegischen Fernsehserie und wurde von Espen PA Lervaag, Håakon Bast Mossige, Kjetil Indregard, Ole Marius Araldsen und von Patrick Somerville entworfen.
Es spielen Stars wie Emma Stone, Jonah Hill, Justin Theroux, Sonoya Mizuno, Gabriel Byrne, Julia Garner und Sally Field mit.

## Handlung
Maniac folgt Annie Landsberg und Owen Milgrim, zwei Fremden, die jeweils aus eigenen Gründen zu einer späten Phase einer mysteriösen pharmazeutischen Studie beitreten.
Annie ist unzufrieden und ziellos, fixiert auf die kaputten Beziehungen zu ihrer Mutter und ihrer Schwester.
Owen, der fünfte Sohn wohlhabender New Yorker Industrieller, hat sein ganzes Leben lang mit einer umstrittenen Diagnose von Schizophrenie zu kämpfen.
Angelockt wurden sie von einer radikalen Art der pharmazeutischen Behandlung, von der ihr Erfinder, Dr. James K. Mantleray, behauptet, dass sie alles Psychische zu reparieren vermag – seien es Geisteskrankheiten oder auch Herzschmerzen. Dahinter steht das Versprechen von Neberdine Pharmaceutical und Biotech, die Probanden im Rahmen einer dreitägigen Medikamentenstudie ohne Komplikationen oder Nebenwirkungen dauerhaft von ihren Problemen zu befreien.

## Besetzung und Synchronisation
Die deutsche Synchronisation entstand bei der Synchronfirma TV+Synchron GmbH in Berlin unter der Dialogregie von Engelbert von Nordhausen und Ingo Albrecht.

### Hauptbesetzung
| Schauspieler   | Deutscher Synchronsprecher | Rolle                  | Rollenbeschreibung |
| -------------- | -------------------------- | ---------------------- | --- |
| Emma Stone     | Anja Stadlober             | Annie Landsberg        | Eine Frau, die über ihre ungesunden und unvollkommenen Beziehungen zu ihrer Mutter und ihrer Schwester nachdenkt. |
| Jonah Hill     | Tobias Müller              | Owen Milgrim           | Ein Sohn einer wohlhabenden Familie und leidet möglicherweise an Schizophrenie. Nachdem er sich entschieden hat, seinen Weg ohne die Hilfe seiner Familie zu gehen, kämpft Milgrim darum, einen Job zu behalten und sich selbst zu versorgen.           |
| Justin Theroux | Jaron Löwenberg            | Dr. James K. Mantleray | Ein Wissenschaftler, der am Experiment von Neberdine Pharmaceutical Biotech (NPB) arbeitet. Er wurde zuvor vom Experiment ausgeschlossen, kam aber wegen des Todes von Dr. Robert Muramoto wieder zurück.                                               |
| Sonoya Mizuno  | Melinda Rachfahl           | Dr. Azumi Fujita       | Eine Wissenschaftlerin, die das NPB-Experiment leitet. Sie spürt einen enormen Druck, ihren Vorgesetzten die Ergebnisse des Experiments zur Verfügung zu stellen.                                                                                       |
| Gabriel Byrne  | K. Dieter Klebsch          | Porter Milgrim         | Ein wohlhabender Industrieller und Vater von Owen und seinen Geschwistern. |
| Sally Field    | Cornelia Meinhardt         | Dr. Greta Mantleray    | Eine berühmte Therapeutin und Mutter von Dr. James K. Mantleray. Field spricht auch GRTA, einen intelligenten Computer, der im NPB-Experiment verwendet wird und eine tiefe emotionale Beziehung zu Dr. Muramoto hat und stark auf seinen Tod reagiert. |
| Julia Garner   | Johanna Dost               | Ellie Landsberg        | Annies verstorbene jüngere Schwester, für deren Tod diese sich verantwortlich fühlt. Sie hat auch weitere Rollen in den Parallelwelten des NPB-Tests.                                                                                                   |

### Nebenbesetzung
| Schauspieler          | Deutscher Synchronsprecher | Rolle                                 | Rollenbeschreibung |
| --------------------- | -------------------------- | ------------------------------------- | --- |
| Kathleen Choe         | Linda Stelzner             | Soo Knox / 3                          | Probandin 3 im NPB-Test |
| Danny Hoch            | Steff Jungen               | Raymond / 5                           | Proband 5 im NPB-Test |
| Stephen Hill          | Nico Sablik                | Dnail Briggs / 7                      | Proband 7 im NPB-Test |
| Allyce Beasley        | Philine Peters-Arnolds     | Amelia / 11                           | Probandin 11 im NPB-Test |
| James Monroe Iglehart | Marc Iancu                 | Carl                                  | ein Mitarbeiter von Neberdine Pharmaceutical and Biotech, der am NPB-Experiment arbeitet |
| Dai Ishiguro          |                            |                                       | Leiter der Kontrolltechnik beim NPB-Test |
| Sejal Shah            |                            |                                       | erster Medizintechniker beim NPB-Test |
| Billy Magnussen       | Constantin Lücke           | Jed Milgrim / Grimmson                | Owens Bruder, der wegen sexuellen Fehlverhaltens vor Gericht gestellt wird. Magnussen porträtiert auch Grimmson, einen Mann, den Owen halluziniert und der identisch wie Jed aussieht. Er hat auch weitere Rollen in den Parallelwelten des NPB-Tests. |
| Jemima Kirke          | Johanna Zett               | Adelaide                              | Jeds Verlobte, für die Owen Gefühle hegt |
| Alexandra Curran      |                            | Holly Milgrim                         | |
| Rome Kanda            | Bernd Vollbrecht           | Dr. Robert Muramoto                   | Verantwortlicher Leiter des NBP-Tests, der nach mutmaßlichem Missbrauch der im Experiment eingesetzten Drogen unerwartet stirbt. |
| Aaralyn Anderson      | Victoria Glück             | Belle Milgrim / Danielle Marino       | |
| Cailin Loesch         |                            | Mc Murphy Zwilling / Lady of Arquesta | Die beiden Zwillinge begleiten in den Traumwelten oft GRTA bei ihren Auftritten. |
| Hannah Loesch         |                            | Mc Murphy Zwilling / Lady of Arquesta | Die beiden Zwillinge begleiten in den Traumwelten oft GRTA bei ihren Auftritten. |
| Trudie Styler         | Antje von der Ahe          | Angelica Milgrim                      | Owens Mutter |
| Christian DeMarais    | Nico Nothnagel             | Mike Milgrim                          | |
| Geoffrey Cantor       | Ingo Albrecht              | Frank                                 | ein Rechtsanwalt, der Jed Milgrim in seinem Gerichtsverfahren vertritt |
| Ramya Pratt           |                            | Vicky                                 | Frau im grünen Kapuzenpullover |
| Josh Pais             | Christian Gaul             | Andy                                  | |
| Grace Van Patten      | Flavia Vinzens             | Olivia Meadows                        | Owens ehemaliger Schwarm, den er bei seiner ersten BLIP (kurze und begrenzte Psychose) anschrie. Olivia tritt auch in anderen Rollen in den Traumwelten des NPB-Tests auf.                                                                             |
| Lev Gorn              |                            | Sokolov                               | |
| Hank Azaria           | Engelbert von Nordhausen   | Hank Landsberg                        | Annies Vater |
| Selenis Leyva         | Judith Steinhäuser         | Patricia Lugo                         | |
| Maho Honda            | Cornelia Waibel            | Intake Tech                           | |
| Leo Fitzpatrick       | Raúl Richter               | Lance                                 | Ein Schmuggler von exotischen Wildtieren für die Verwendung in Kleidung und einer von Sebastians beiden Söhnen. |
| Jojo Gonzalez         | Claudio Maniscalco         | Agent Lopez                           | Ein New Yorker Fisch- und Wildnisoffizier auf der Suche nach einem ringgeschwänzten Lemur aus dem Pflegeheim, in dem Linda arbeitet. In der ersten Folge verkörpert er auch einen Sicherheitsbeamten vor dem Bürogebäude von MILGRIM.                  |
| Joseph Sikora         | Sebastian Kluckert         | JC                                    | Ein Schmuggler von exotischen Wildtieren für die Verwendung in Kleidung und einer der beiden Söhne von Sebastian. |
| Jacqueline Grabois    | Jelena Baack               | Jackie                                | Annies Mitbewohnerin |
| Jonathan Rentler      |                            | Greg Nazlund                          | Ein Semi-Truck-Fahrer, der vor fünf Jahren in Annies Auto gefahren ist und ihre Schwester Ellie getötet hat. |
| Zac Shearon           |                            |                                       | kleiner Junge im Truck / Junger Soldat |
| Lauren Banks          |                            |                                       | geflügelte Nymphe / Staatsanwältin |

### Gäste
- Marcus Toji als Calvin („Windmühlen“), Annies Drogendealer, der sie zunächst mit den A-Pillen der NPB versorgt, von denen sie abhängig ist. Sie geht zu ihm für weitere Informationen und er schlägt ihr vor, sich für eine der Medikamentenstudien der NPB anzumelden, nachdem er ihr mitgeteilt hat, dass er keine weiteren Pillen hat.
- Glenn Fleshler als Sebastian („Pelze von Sebastian“), der Besitzer eines Pelzgeschäfts, Furs by Sebastian, das Kleidung aus exotischen Tieren herstellt. Linda und Bruce versuchen, einen Lemur mit Ringelschwanz zurückzuholen, den er ihnen gestohlen hatte.
- Jennifer Ikeda als Therapeutin („Option C“), Owens Therapeutin in der Horton Psychiatric Facility, wo er nach der Verurteilung seines Bruders vor Gericht eingewiesen wird.

## Produktion
Am 18. März 2016 wurde bekannt gegeben, dass Paramount Television und Anonymous Content eine Fernsehserie produzieren, bei der Cary Joji Fukunaga Regie führt. Die halbstündige dunkle Comedy-Serie wurde von Fukunaga, Emma Stone und Jonah Hill, Michael Sugar und Doug Wald produziert. Ashley Zalta wurde auch als Co-Executive Producer angekündigt. Damals wurde die Serie an verschiedene Sender verkauft und nach einem Autor gesucht. Kurz darauf schloss Netflix einen Deal für einen Serienauftrag für die erste Staffel mit zehn Episoden ab. Am 21. Oktober 2016 wurde angekündigt, dass Patrick Somerville die Serie schreiben würde. Am 29. Juli 2018 wurde während der Sommerpresse-Tournee der jährlichen Fernsehkritiker-Vereinigung angekündigt, dass die Serie am 21. September 2018 Premiere feiern würde.

### Casting
Neben der Ankündigung der Serie wurde berichtet, dass Emma Stone und Jonah Hill die Deals für die Hauptrolle in der Serie abschließen würden. Im August 2017 wurde bekannt gegeben, dass Sonoya Mizuno als Hauptdarstellerin besetzt wurde und dass Justin Theroux und Julia Garner in wiederkehrender Funktion auftreten würden. Am 13. September 2017 wurde berichtet, dass Jemima Kirke in einer wiederkehrenden Rolle besetzt war. Am 5. Oktober 2017 wurde bekannt gegeben, dass Sally Field sich in einer wiederkehrenden Rolle der Besetzung angeschlossen hatte. Am 23. Februar 2018 wurde berichtet, dass Billy Magnussen in der Serie besetzt war.

### Dreh
Die Hauptaufnahmen der Serie begannen am 15. August 2017 in New York City und dauerten bis Ende November 2017 an.

## Veröffentlichung

### Marketing
Am 18. April 2018 veröffentlichte Netflix die ersten offiziellen Bilder der Serie. Am 29. Juli 2018 folgte ein erster Teaser und eine Woche später dann der erste offizielle Trailer.

### Premiere
Am 13. September 2018 feierte die Serie ihre Weltpremiere im Southbank Centre in London.
Am 20. September 2018 folgte dann die amerikanische Premiere im Center 415 in New York.

## Episodenliste
| Nr. | Deutscher Titel               | Originaltitel            | Erstveröffentlichung USA | Deutschsprachige Erstveröffentlichung (D/A/CH) | Regie              | Drehbuch                                |
| --- | ----------------------------- | ------------------------ | ------------------------ | ---------------------------------------------- | ------------------ | --------------------------------------- |
| 1 | Der Auserwählte               | The Chosen One!          | 21. Sep. 2018            | 21. Sep. 2018                                  | Cary Joji Fukunaga | Patrick Somerville                      |
| Owen Milgrim ist der fünfte Sohn einer Industriellenfamilie, der im Gegensatz zu seinen Brüdern und seinem Vater ein geringes Selbstbewusstsein und psychische Probleme besitzt. Seine Geschichte spielt scheinbar in dem New York der 80er oder 90er Jahren, wobei einzelne Details von der Realität unserer Welt abweichen. Z. B. steht an Stelle der Freiheitsstatue eine geflügelte Person („Statue der außerordentlichen Freiheit“), es gibt für vereinzelte Aufgaben intelligente Roboter und es existiert eine Parallelwährung, die durch das Zuhören von Werbung von als „buddy add“ bezeichneten Personen geschaffen wird. Owen interagiert selbst mit einer Person, von der nicht klar ist, ob diese und die Dinge in ihrem Umfeld real sind, was seine Diagnose der Schizophrenie untermauert. Dies ist auch Gegenstand einer Befragung durch Anwälte seiner Familie, die ihn als Entlastungszeugen für eine Anklage gegen seinen Bruder vorbereiten wollen. Als Owen seinen Job verliert wird er auf eine medizinische Studie des Konzerns Neberdine Pharmaceutical Biotech (NPB) aufmerksam, die jegliche psychischen Krankheiten heilen soll. Dort trifft er Annie Landsberg, zu der er eine verschwörerische Verbundenheit fühlt und mit der er glaubt, gemeinsam seine Aufgabe als Retter der Welt erfüllen zu können. |                               |                          |                          |                                                |                    |                                         |
| 2 | Windmühlen                    | Windmills                | 21. Sep. 2018            | 21. Sep. 2018                                  | Cary Joji Fukunaga | Patrick Somerville                      |
| In einer Rückblende wird erzählt, wie Annie Landsberg zu der Studie von NBP gekommen ist. Annie konsumiert eine Droge, die von NPB produziert wird und nicht mehr zu erhalten ist. Sie plant, nach Salt Lake City zu reisen, um dort ihre – wie sich später herausstellt – tote Schwester Ellie zu besuchen, sieht aber zuvor als einzige Möglichkeit mehr von der Droge zu bekommen, sich zuvor in die entsprechende medizinische Studie von NPB zu schmuggeln. Sie erpresst dazu eine Angestellte von NPB und wird letztendlich aufgenommen. Owen (Proband 1) und Annie (Proband 9) erhalten die Einführung in das bereits weit fortgeschrittene Experiment („Phase 3 des ULP-Tests“) von NPB, das alle konventionellen psychologischen Behandlungsformen revolutionieren und ersetzen soll. Dazu soll unterstützt von einem Super-Computer eine dreistufige Behandlung (geprägt von drei Pillen mit den Bezeichnungen A, B und C in den Stufen Identifikation, Analyse und Konfrontation) durchgeführt werden, die die Probanden von allen psychischen Problemen befreien soll. Sie lernen in einer Präsentation James K. Mantleray und Robert Muramoto kennen, die die Behandlung entwickelt haben. Nach Einnahme der Pille A durchlebt Annie den letzten gemeinsamen Tag mit ihrer jüngeren Schwester Ellie, zu der sie nach dem Verlust der Mutter ein schwieriges Verhältnis hat und die von ihr teilweise sehr abweisend behandelt wird. Ellie stirbt am Ende bei einem gemeinsamen, schweren Verkehrsunfall. |                               |                          |                          |                                                |                    |                                         |
| 3 | Einer dieser Tage             | Having a Day             | 21. Sep. 2018            | 21. Sep. 2018                                  | Cary Joji Fukunaga | Patrick Somerville & Caroline Williams  |
| Nach dem Durchleben der ersten Phase werden die Erinnerungen der Probanden durch die Mitarbeiter von NPB ausgewertet. Dabei wird offensichtlich, dass Annie bereits illegale Erfahrungen mit der Pille A machen konnte, die sie offensichtlich deshalb konsumierte um die Erinnerung an ihre Schwester möglichst real zu durchleben. Owen dagegen hat die Pille nicht genommen, was in der Auswertung auffällt. Während Owen weiterhin an einen übergeordneten Plan, in dem Annie einen wichtigen Platz hat, glaubt, negiert diese jede Verbundenheit der beiden. Owen berichtet Dr. Muramoto von dem schlimmsten Ereignis in seinem Leben, der Verlobungsfeier seines Bruders Jed. Dieser steht unter einer Anklage, bei der Owen der elementare Entlastungszeuge sein soll. Jed erpresst Owen entgegen der Wahrheit auszusagen, in dem er androht seine Existenz zu vernichten. Owen stürzt sich daraufhin vom Dachgarten der Familie, wird jedoch unverletzt einige Meter tiefer von einem Dachfenster aufgefangen, unter dem die Gäste feiern. Muramoto schenkt der Erzählung keinen Glauben und verlangt von Owen die Pille A erneut zu schlucken, wodurch dieser nun tatsächlich sein erstes schizophrenes Erlebnis durchlebt. Darin erinnert sich Owen an seine Freundin, von der er glaubte, sie wäre von seiner Familie bezahlt um ihn auszuspionieren, was schlussendlich zu seiner Einweisung und der Diagnose Schizophrenie führte. Als Dr. Muramoto bei der bevorstehenden Suspendierung von Allie plötzlich wegen eines Eigenkonsums der Pillen tot umfällt, nutzt sie die Chance, sich und Owen durch eine Manipulation der Akten im Experiment zu halten. Um die medizinische Studie, die kurz vor dem Abschluss steht nicht zu gefährden, überzeugt seine Stellvertreterin Azumi den anonymen Hauptverantwortlichen von NPB sofort den zuvor wegen schwerwiegender persönlicher Probleme ausgeschiedenen Erfinder der Behandlungsmethode, Dr. James K. Mantleray, in das Experiment zurückzuholen. Die künstliche Intelligenz des Super-Computers GRTA, der die Studie steuert, entwickelt unterdessen Emotionen und ein Eigenleben. |                               |                          |                          |                                                |                    |                                         |
| 4 | Pelze von Sebastian           | Furs by Sebastian        | 21. Sep. 2018            | 21. Sep. 2018                                  | Cary Joji Fukunaga | Patrick Somerville & Nick Cuse          |
| Nach Einnahme der Pille B finden sich Owen (hier Bruce) und Anni (hier Linda) als Mittelschichtsfamilie in Long Island in einer anderen Realität wieder. Bruce ist hier ein leicht vertrottelter aber liebender Ehemann, Linda eine desillusionierte Krankenpflegerin, die einer sterbenden Patientin das Versprechen gegeben hat, einen illegal gehaltenen Lemur zu deren Tochter zu bringen, zu der die Mutter keinen Kontakt mehr hatte. Die beiden schaffen es gemeinsam, den zwischenzeitlich von Pelzhändlern entführten Lemur wiederzufinden und nach einer brutalen Auseinandersetzung mit diesen und der Polizei zur Tochter der Verstorbenen zu bringen. Diese nimmt das Tier aber nicht an, da sich ihre Mutter mit dem Geschenk offensichtlich nur wegen ihres zerrütteten Verhältnisses rächen wollte. Annie erkennt darin Parallelen zu ihrer eigenen Geschichte. Owen wird am Ende wegen des illegalen Lemurs verhaftet, nimmt aber jede Schuld auf sich um Annie zu entlasten. |                               |                          |                          |                                                |                    |                                         |
| 5 | Exactly Like You              | Exactly Like You         | 21. Sep. 2018            | 21. Sep. 2018                                  | Cary Joji Fukunaga | Caroline Williams & Mauricio Katz       |
| In der nach Einnahme der Pille B überwachten Traumwelt ist Owen (hier Sir Oliver Hightower) im Jahr 1947 ein eleganter Meisterdieb, der an einer Mondschein-Seance in der Neberdine-Villa teilnehmen und dabei ein Manuskript stehlen will. Kurz vor dem abseits gelegenen Anwesen treffen er und sein Chauffeur auf Annie (hier Arley), mit dem ihn in dieser Welt eine bewegte Vergangenheit verbindet. In der Realität wird diese – offensichtlich durch GRTA vorsätzlich erzeugte – Verbindung durch Azumi im Labor von Neberdine Pharmaceutical Biotech entdeckt und durch manuelle Eingriffe unterbrochen, was Annie und Owen aber jeweils nur kurzzeitig trennen kann. Annie wird dabei immer wieder in Szenen mit ihrer Schwester versetzt, die im Labor spielen. Annie und Owen stehlen schließlich gemeinsam ein sagenumwobenes, unveröffentlichtes 53. Kapitel des Buches Don Quichote, dem nachgesagt wird, dass jeder, der es liest, in ein dauerhaftes Koma fällt. GRTA erscheint unbeabsichtigt von NPB als zentrale Figur in den Traumwelten und nimmt dabei das Abbild von Greta Mantleray ein. Annie spielt ein falsches Spiel mit Owen und entwendet ihm das Manuskript um es selbst lesen zu können. Owen hat dies aber vorausgesehen und das Manuskript ausgetauscht. Während Annie verschwindet wird klar, dass Owen lediglich die Sicherheitsmaßnahmen der Villa prüfen sollte und das Kapitel die ihm nachgesagten Fähigkeiten offensichtlich gar nicht besitzt. Er trifft auch seine Ex-Freundin Olivia, der er aber einen Korb gibt. Azumi entdeckt, dass GRTA emotionale, depressive Züge annimmt und aktiv in das Experiment eingreift. Dr. Mantleray befragt, unterstützt von GRTA, die Probanden und führt diese mittels der Erlebnisse nach Einnahme der B Pille zur Erkenntnis ihrer psychischen Probleme. Bei Annie wird eine Borderline-Störung wegen der traumatischen Erlebnisse um den Verlust ihrer Mutter und ihrer Schwester diagnostiziert. |                               |                          |                          |                                                |                    |                                         |
| 6 | Größere strukturelle Probleme | Larger Structural Issues | 21. Sep. 2018            | 21. Sep. 2018                                  | Cary Joji Fukunaga | Patrick Somerville & Nick Cuse          |
| Bei der Befragung durch Dr. Mantleray erhält Owen die Diagnose Schizophrenie, Wahnvorstellungen und Feigheit. Annie erkennt die durch GRTA erzeugte Verbundenheit zu Owen, der diese Vorstellung nun nach seiner Diagnose aber zuerst ablehnt. Azumi berichtet Dr. Mantleray über eine Manipulation an GRTA, deren weibliche Identität damit zu Emotionen fähig wurde und ein Verhältnis mit Dr. Muramoto entwickelte. Nach dessen Tod verfällt GRTA nun in eine Depression. Um diese Depression zu behandeln, soll die Mutter von Dr. Mantleray, Greta Mantleray, eine sehr populäre Psychologin, hinzugezogen werden, zu der Mantleray seit Jahren keinen Kontakt mehr besitzt. GRTA bedroht zunehmend die Probanden und erpresst Owen dahingehend, dass er weiter an der Studie mit der Einnahme der C Pille teilnimmt. In der nun startenden Konfrontationsphase findet sich Annie gemeinsam mit ihrer Schwester als Elfin in einer Welt, die der von Herr der Ringe ähnelt, wieder. |                               |                          |                          |                                                |                    |                                         |
| 7 | Ceci N'est Pas Une Drill      | Ceci N'est Pas Une Drill | 21. Sep. 2018            | 21. Sep. 2018                                  | Cary Joji Fukunaga | Amelia Gray & Danielle Henderson        |
| Owen stellt nach Einnahme der C-Pille in seinem Traum den Sohn eines Mafia-Bosses dar, der wiederum von seinem Vater verkörpert wird. Annie und ihre Schwester Ellie suchen nach einem mystischen See, in dem die schwere Erkrankung von Ellie geheilt werden soll. Dabei durchlebt Annie eine intensive Krise, findet aber zunehmend zu sich und den Gründen ihrer Probleme. |                               |                          |                          |                                                |                    |                                         |
| 8 | Der See der Wolken            | The Lake of the Clouds   | 21. Sep. 2018            | 21. Sep. 2018                                  | Cary Joji Fukunaga | Mauricio Katz & Nick Cuse               |
| Owen muss sich als Polizei-Spitzel gegen seinen blutrünstigen Vater und seine Brüder wenden und durchlebt die teils sehr brutale Auseinandersetzung mit den Rollen der einzelnen, für ihn wichtigen Vertreter aus der Realität. Schließlich gründet er im Traum glücklich eine Familie mit seiner Ex-Freundin Olivia und 7 Kindern, von der er sich aber letztendlich wiederum erdrückt fühlt und sich aus dem Fenster stürzt. Nach dem – folgenlosen – Sturz nimmt er die Gestalt eines Falken an und macht sich auf die Suche nach Annie. Greta Mantleray hat sich ebenfalls in die von GRTA überwachte Traumwelt begeben und versucht dort erfolglos, den durch sie selbst dargestellten Computer im Zwiegespräch zu verstehen. Annie hat mit ihrer Schwester zwischenzeitlich den gesuchten See gefunden, der die Todesstelle von Ellie symbolisiert. Es erscheint eine mächtige Königin und bietet Annie an, dauerhaft in der Traumwelt bleiben zu können. Der eintreffende Owen wird von GRTA scheinbar getötet, Annie durch die Königin von Ellie getrennt und mitgenommen. |                               |                          |                          |                                                |                    |                                         |
| 9 | Utangatta                     | Utangatta                | 21. Sep. 2018            | 21. Sep. 2018                                  | Cary Joji Fukunaga | Patrick Somerville                      |
| In einer weiteren Traumebene ist Owen nun der vertrottelte Snorri Agnusson, der in der Zeit des Kalten Krieges Kontakt zu einem Außerirdischen erhält, den er aber unbeabsichtigt tötet. Owen versucht im UN-Sicherheitsrat eine Lösung gegen den Angriff der sich für den Tod ihres Angehörigen rächenden Außerirdischen zu finden und trifft dort auf die als Agentin eingeschleuste Annie, die ihm aufzeigt, dass er tatsächlich ein galaktischer Superagent ist. Gemeinsam kämpfen sie gegen ihre als Vielzahl an Feinden dargestellten Urängste. Azumi, Dr. Mantleray und seine Mutter suchen derweil gemeinsam nach einer Lösung für das zunehmend erratische Verhalten von GRTA, entwickeln aber lediglich untereinander zusätzliche Auseinandersetzungen. GRTA manifestiert sich auch gegenüber Annie in der Traumebene, lässt sich von ihr aber überzeugen, ihr die Chance zu geben, den Tod ihrer Schwester endlich zu verarbeiten. Owen rettet dagegen im Traum mit seinen Kräften die Welt und schließt seinen Frieden mit der Person, die er früher in seinen Wahnvorstellungen sehen konnte. GRTA beendet daraufhin die Bedrohung der Probanden. Dr. Mantleray und Azumi zerstören den Computer daraufhin trotzdem. |                               |                          |                          |                                                |                    |                                         |
| 10 | Option C                      | Option C                 | 21. Sep. 2018            | 21. Sep. 2018                                  | Cary Joji Fukunaga | Patrick Somerville & Cary Joji Fukunaga |
| Die an dem Test teilnehmenden Probanden werden als geheilt entlassen. Der Hauptverantwortliche von NPB gibt, unterstützt von dessen Mutter, Dr. Mantleray die Schuld für das eingetretene Desaster und den Verlust von GRTA und den Forschungsergebnissen. Dr. Mantleray und Azumi verlassen das Gebäude von NPB, nicht ohne während der Aufzugsfahrt eine letzte verstörende Begegnung mit den Auswirkungen einer Studie auf einer anderen Etage zu machen und sich untereinander anzunähern. Owen stellt sich in der Realität der Befragung durch das Gericht, muss aber erkennen, dass sein Bruder tatsächlich schuldig ist. Die Entlastung wird aber von ihm weiterhin eingefordert. Vor Gericht wird ihm ein Video gezeigt, das seinen Bruder bei einer Vergewaltigung im Firmengebäude seines Vaters zeigt. Owen belastet nach anfänglichem Leugnen daraufhin seinen Bruder direkt. Annie besucht ihren Vater, mit dem sie im Gegensatz zur Vergangenheit endlich persönlich sprechen kann und beschließt daraufhin, Owen zu suchen. Sie findet diesen in einer geschlossenen Anstalt, in die ihn seine Familie hat einweisen lassen, weil er vor Gericht seinen Bruder nicht unterstützt hat. Nach anfänglicher Ablehnung und Angst vor einer tiefergehenden Beziehung zu Annie flieht er mit ihr aus der Anstalt und fährt gemeinsam und glücklich mit ihr in Richtung Salt Lake City. Dabei begegnen sie unerkannt Dr. Mantleray und Azumi auf dem Weg nach Neufundland. |                               |                          |                          |                                                |                    |                                         |

## Kritik
Viola Schenz von der NZZ schreibt in ihrer insgesamt positiven Filmkritik: „«Maniac» wirkt wie eine komplexe Kreuzung der Psychiatrie-Tragikomödie «Einer flog über das Kuckucksnest» und dem Science-Fiction-Thriller «Inception», in dem durch das Eindringen in Träume das Unterbewusstsein manipuliert wird.“ Zu den vielen Einzelgeschichten dieses filmischen Kaleidoskops kämen Anspielungen und Kritik an den Auswüchsen des Digitalzeitalters, über die „Beliebtheitsmanie“ wie an dem „Datenkrakentum“ von Hightech-Unternehmen.

## Auszeichnungen und Nominierungen
Screen Actors Guild Awards
- 2019: Nominierung als Beste Darstellerin in einem Fernsehfilm oder Miniserie für Emma Stone

Satellite Award
- 2019: Nominierung als Beste Darstellerin in einer Miniserie oder einem Fernsehfilm für Emma Stone